# Кособуцкий, Иван Степанович
Иван Степанович Кособуцкий (19 марта 1895 года, Сенно, ныне Витебская область, Белоруссия — 15 ноября 1974 года, Москва) — советский военачальник, генерал-лейтенант (13 сентября 1944 года).

## Начальная биография
Иван Степанович Кособуцкий родился 19 марта 1895 года в городе Сенно ныне Витебской области Белоруссии.

## Военная служба

### Первая мировая и гражданская войны
В мае 1915 года был призван в ряды Русской императорской армии и направлен на учёбу в 7-ю Московскую школу прапорщиков, после окончания которой в том же году был направлен на Западный фронт, где был назначен на должность помощника командира роты. В 1917 году в чине штабс-капитана был демобилизован из рядов армии.
В июне 1918 года был призван в ряды РККА, после чего был назначен на должность помощника командира Сенненского пехотного народного полка. С октября того же года принимал участие в боевых действиях на Западном фронте в составе 17-й стрелковой дивизии (Западная армия, с марта 1919 года — Литовско-Белорусская, а с июля — 16-я армия) на должностях командира 147-го и 152-го стрелковых полков, а с февраля 1920 года — на должности командира 23-й стрелковой бригады в составе 8-й стрелковой дивизии этой же армии.
В июле того же года был обратно переведён в 17-ю стрелковую дивизию, после чего служил на должностях командира 153-го стрелкового полка и 49-й стрелковой бригады. Дивизия принимала участие в боевых действиях против белополяков и вооружённых соединений под командованием С. Петлюры на двинском, пинском и мозырском направлениях, затем — на коростеньском направлении, летом 1919 года — в районе Вильно, Молодечно и Западная Двина, а осенью — на жлобинском направлении. Летом 1920 года дивизия в ходе советско-польской войны вела наступательные боевые действия по направлению на Мозырь, Радзивилов и Борисов, а затем участвовала в августовской наступательной операции и действовала по направлению на Минск, Слоним, Волковыск, Седлец и Варшава.
С ноября 1920 по май 1921 года дивизия принимала участие в боевых действиях против вооруженных формирований под командованием генерала С. Н. Булак-Балаховича.

### Межвоенное время
После окончания войны Кособуцкий с июня 1922 года служил в составе 17-й стрелковой дивизии (3-й стрелковый корпус, Московский военный округ), дислоцированной во Владимире в должностях командира 51-го стрелкового полка, помощника командира дивизии и вновь командира 51-го стрелкового полка.
В 1924 году окончил Высшую тактическо-стрелковую школу комсостава РККА и в апреле 1926 года был назначен на должность помощника начальника 11-й Нижегородской пехотной школы по учебно-строевой части, а в ноябре — на должность военного руководителя Нижегородского государственного университета.
В сентябре 1927 года был направлен на учёбу в Военную академию имени М. В. Фрунзе, после окончания которой в феврале 1930 года был назначен на должность помощника начальника штаба 9-го стрелкового корпуса (Северо-Кавказский военный округ), в феврале 1931 года — на должность преподавателя тактики Военной академии имени М. В. Фрунзе, а в июне 1933 года — на должность начальника штаба 44-й стрелковой дивизии (8-й стрелковый корпус, Украинский военный округ).
В январе 1935 года Кособуцкий был назначен на должность начальника штаба Новоград-Волынского укреплённого района, в мае 1936 года — на должность начальника штаба 8-го стрелкового корпуса, в августе 1937 года — на должность командира 15-го стрелкового корпуса (Киевский военный округ), в октябре того же года — на должность армейского инспектора Киевского военного округа, в марте 1938 года — на должность заместителя начальника штаба этого же округа, в августе — на должность начальника Управления строительства № 180 в городе Шепетовка, а в августе 1939 года — на должность старшего преподавателя кафедры тактики высших соединений Академии Генштаба РККА.
С января по август 1940 года находился в служебной командировке по предписанию заместителя наркома обороны СССР Е. А. Щаденко, после возвращения из которой в марте 1941 года был назначен на должность командира 41-го стрелкового корпуса (Московский военный округ).

### Великая Отечественная война
28 июня 1941 года корпус под командованием генерал-майора Ивана Степановича Кособуцкого был включён в состав Северо-Западного фронта, после чего в начале июля вёл тяжёлые оборонительные боевые действия, обеспечивая отвод войск фронта от реки Западная Двина к Псковско-Островскому укреплённому району. Из-за отсутствия взаимодействия подчинённых войск немецким войскам удалось с ходу захватить Псков и неповреждённые стратегически важные мосты через реку Великая, что крайне отрицательно сказалось на дальнейшем ходе боевых действий. Был обвинён в сдаче Пскова противнику без серьёзного сопротивления, в самовольном отходе с позиций и 16 июля арестован. За допущенные просчёты в управлении корпусом и самовольный уход с позиций решением выездной Военной коллегии Верховного Суда СССР от 26 июля 1941 года Иван Степанович Кособуцкий был осуждён по статье 193-17 п.«б» УК РСФСР на 10 лет исправительно-трудовых работ с лишением воинского звания «генерал-майор».
По постановлению Президиума Верховного Совета СССР от 21 октября 1942 года Кособуцкий был досрочно освобождён из заключения и направлен в действующую армию и в декабре того же года был назначен на должность помощника командующего войсками Северо-Западного фронта по формированию резервов. В конце августа 1943 года был тяжело ранен и направлен в госпиталь.
По определению Военной коллегии Верховного Суда СССР от 30 октября 1943 года с И. С. Кособуцкого была снята судимость как с искупившего вину перед Родиной, он был восстановлен в воинском звании «генерал-майор».
В октябре 1943 года был назначен на должность командира 34-го стрелкового корпуса, который принимал участие в ходе битвы за Днепр, а также в Никопольско-Криворожской, Березнеговато-Снигирёвской, Одесской, Ясско-Кишинёвской наступательных операциях и освобождении городов Днепропетровск, Кривой Рог, Шумен и Констанца. За умелое командование корпусом в этих операциях Кособуцкий был награждён орденами Суворова 2 степени и Кутузова 2 степени.
С октября 1944 года корпус дислоцировался в городе София и в дальнейших боевых действиях не принимал участие.

### Послевоенная карьера
В августе 1945 года генерал-лейтенант Кособуцкий был назначен на должность начальника Управления боевой и физической подготовки штаба Южной группы войск, в январе 1946 года — на должность старшего преподавателя кафедры тактики высших соединений Высшей военной академии имени К. Е. Ворошилова, а в апреле 1949 года — на должность начальника этой кафедры.
Генерал-лейтенант Иван Степанович Кособуцкий в июне 1953 года вышел в запас. Умер 15 ноября 1974 года в Москве. Урна с прахом захоронена в колумбарии Нового  Донского кладбища.

## Награды
- Орден Ленина (21.02.1945);
- Четыре ордена Красного Знамени (1920, 26.10.1943, 3.11.1944, 15.11.1950);
- Орден Суворова 2-й степени (19.03.1944);
- Орден Кутузова 2-й степени (13.09.1944);
- Медали;
- Иностранные орден и медали.

## Воинские звания
- Комбриг (28 ноября 1935 года);
- Генерал-майор (4 июня 1940 года);
- Генерал-лейтенант (13 сентября 1944 года).